# Вазилевски, Вильгельм Йозеф фон
Вильгельм Йозеф фон Вазилевски (нем. Joseph Wilhelm von Wasielewski; 17 июня 1822, близ Данцига — 16 декабря 1896, Зондерсхаузен) — немецкий скрипач, альтист, дирижёр и музыковед.

## Биография
Окончил Лейпцигскую консерваторию в 1846 году, учился, в частности, у Феликса Мендельсона (камерный ансамбль и композиция), Фердинанда Давида (скрипка), Морица Гауптмана (теория музыки), Карла Райнеке (квартетный класс).
С 1846 года — скрипач в оркестре Гевандхауза. В 1850—1852 годах — первая скрипка оркестра Объединённого музыкального общества Дюссельдорфа, где был помощником Шумана, работавшего генеральмузикдиректором Дюссельдорфа; Шуман посвятил Вазилевски цикл из четырёх пьес для скрипки и фортепиано «Сказочные картины» (нем. Maerchenbilder, op.113; 1853). После смерти Шумана Вазилевски опубликовал его первую биографию (нем. Robert Schumann: Eine Biographie. — Дрезден, 1858).
С 1852 года Вазилевски возглавлял хоровые коллективы в Бонне. В 1855—1869 годах жил и работал в Дрездене, занимаясь, в основном, музыковедением. В 1869—1884 годах — музикдиректор в Бонне. В 1884—1896 годах преподавал историю музыки в Консерватории Зондерсхаузена.
Основные сочинения Вазилевски:
- «Скрипка в XVII веке» (нем. Die Violine im 17. Jahrhundert; 1874),
- «История инструментальной музыки в XVI веке» (нем. Geschichte der Instrumentalmusik im 16. Jahrhundert; 1878),
- «Музыкальные князья от Средних веков до начала XIX века» (нем. Musikalische Fürsten vom Mittelalter bis zu Beginn des 19. Jahrhunderts; 1879),
- «Скрипка и её хозяин» (нем. Die Violine und ihre Meister; 1883),
- «Виолончель и её история» (нем. Das Violoncell und seine Geschichte; 1888), биографии Бетховена (1887) и Райнеке (1892),
- а также мемуары «Из семидесяти лет» (нем. Aus siebzig Jahren. Lebenserinnerungen; 1897).